# Andreas Zeyer
Pour les articles homonymes, voir Zeyer.
Andreas Zeyer est un footballeur allemand né le 9 juin 1968 à Neresheim en Allemagne. Il évoluait au poste de milieu de terrain défensif.
Il est le joueur le plus capé de l’histoire du SC Fribourg avec 441 matchs.

## Biographie
Andreas Zeyer dispute un total de 276 matchs en première division allemande, inscrivant 31 buts, et 198 matchs en deuxième division allemande, marquant 17 buts.
Il joue également huit matchs rentrant dans le cadre des tours préliminaires de la Coupe de l'UEFA.